# Christian Castañeda
Cristián Alberto Castañeda Vargas (San Vicente, 1968. szeptember 18. –) chilei válogatott labdarúgó.

## Pályafutása

### Klubcsapatban
1989-ben a General Velásquez csapatában kezdte a pályafutását. 1990 és 1992 között a Palestinóban játszott. 1993-tól 2002-ig az Universidad Chile játékosa volt, melynek tagjaként négy bajnoki címet szerzett. 2003 és 2004 között a Everton, 2005-ben a Deportes Arica labdarúgója volt. 

### A válogatottban
1994 és 1998 között 24 mérkőzésen szerepelt a chilei válogatottban és 1 gólt szerzett. Részt vett az 1995-ös Copa Américán és az 1998-as világbajnokságon, ahol az Ausztria elleni csoportmérkőzésen csereként lépett pályára.

## Sikerei, díjai
Universidad de Chile
- Chilei bajnok (4): 1994, 1995, 1999, 2000